# Gilbert Libon
Gilbert Libon  (16 avril 1944-9 mars 2010 Mouscron) était un joueur de football belge qui évoluait comme attaquant. Ses qualités de buteur et la puissance de son tir lui valurent le surnom familier de « Le Canon », ou encore de « Superman » par les journalistes de l'époque.
Celui qui était aussi surnommé « Bébert » dans sa ville natale est décédé quelques mois après la disparition de l'Excelsior Mouscron auquel il tenait tant. Une disparition qui fit très mal à l'ancien joueur.

## Carrière de joueur

### Mouscron
Gilbert Libon fait ses classes dans le Hainaut occidental, au Stade Mouscronnois où il apparaît en équipe « Premières » à l'âge de 16 ans et demi et se signale en inscrivant 27 buts dès sa première saison en Promotion.
Le Stade monte en D3 en 1963. Un an plus tard survient la fusion avec l'« Assocciation Royale Athlétique » qui donne naissance à l'Excelsior Mouscron.

### Daring
En 1969, suivi par des « scouts » depuis un moment, Libon est transféré au Daring Club de Bruxelles qui vient d'être relégué en Division 2. Il  évolue trois saisons avec les « Daringmen », disputant au passage la finale de Coupe de Belgique en 1970. Durant cette même Coupe de Belgique, Gilbert « Superman » Libon joue un rôle déterminant en inscrivant les buts décisifs, tant en quarts de finale contre Anderlecht qu'en demi-finale, lors du « replay » contre Berchem Sport.

### Bref passage en Division 1
Un an avant la disparation du Daring (fusion avec le « Racing White » pour former le RWDM), Gilbert Libon signe en Division 1  au Cercle de Bruges, où il joue pendant la saison 73-74.

### Retour en D3
Après son expérience dans la Venise du Nord, Libon retourne en Division 3, au K. SC Menen où il fait souvent parler ses qualités de buteurs gagnant le au passage le « Prix d'Etoile du Football ». En 1979, il rentre dans sa ville natale pour deux dernières saisons avec l'Excel' Mouscron.

## Fondateur du kop mouscronnois
Restant très actif auprès de son cher Excelsior Mouscron, Gilbert Libon est le fondateur du premier vrai kop de supporters de l'Excelsior, « Les Canonniers », en 1986. Il sera aussi durant de longues années le Président du Comité des Jeunes de l'ancien « matricule 224 »,

## Palmarès joueur
- Finaliste de la Coupe de Belgique : 1970 (Daring CB)
- Champion de Promotion : 1963 (Stade Mouscronnois)
- Meilleur buteur de Promotion et de Division 3 à plusieurs reprises.

### Sources et liens externes
- (nl) « Fiche du joueur », sur Belgian Soccer Database